# وزارة الداخلية (فلسطين)
وزارة الداخلية الفلسطينية هي الوزارة المسؤولة عن الأمن والإحصاء للشعب الفلسطيني لدى السلطة الفلسطينية (في الضفة الغربية وقطاع غزة). يتبع للوزارة جهازين أساسيين وهما الجهاز المركزي للإحصاء الفلسطيني وهو الجهاز الذي يتحمل المسؤولية عن إحصاءات السكان والإحصاءات الاقتصادية في دولة فلسطين، وجهاز الأمن الوقائي الفلسطيني وهو الجهاز الأساسي الذي يتحمل مسؤولية الأمن في دولة فلسطين،.
في عام 2006، قام جيش الإحتلال الإسرائيلي بضرب مبنى مكتب وزارة الداخلية الفلسطينية عدة مرات وذلك كجزء من حملة القصف في قطاع غزة. وجاءت هذه الهجمات ردا على اختطاف الجندي الإسرائيلي جلعاد شاليط.

## وزراء الداخلية
| #  | الاسم                                                      | الحزب       | الفترة                    |
| -- | ---------------------------------------------------------- | ----------- | ------------------------- |
|    | ياسر عرفات                                                 | فتح         | يوليو 1994 - 1998         |
|    | عبد الرزاق اليحيى                                          | م.ت.ف/مستقل | يونيو 2002 - أكتوبر 2002  |
|    | هاني الحسن                                                 |             | أكتوبر 2002 – مارس 2003   |
|    | رئيس الوزراء محمود عباس                                    |             | مارس 2003 – سبتمبر 2003   |
|    | نصر يوسف                                                   |             | أكتوبر 2003 – مارس 2006   |
| 1  | حكم بلعاوي                                                 | فتح         | نوفمبر 2003 - فبراير 2005 |
| 2  | نصر يوسف                                                   | فتح         | فبراير 2005 - مارس 2006   |
| 3  | سعيد صيام                                                  | حماس        | مارس 2006 - مارس 2007     |
| 4  | هاني القواسمي                                              | مستقل       | مارس 2007 - مايو 2007     |
| 5  | إسماعيل هنية                                               | حماس        | مايو 2007 - يونيو 2007    |
| 6  | سعيد صيام (في غزة)                                         | حماس        | يونيو 2007 - يناير 2009   |
| 6  | عبد الرزاق اليحيى (في الضفة الغربية)                       | مستقل       | يونيو 2007 - 19 مايو 2009 |
| 7  | فتحي حماد (في غزة)                                         | حماس        | 2008 - يونيو 2014         |
| 7  | سعيد أبو علي (في الضفة الغربية)                            | فتح         | 19 مايو 2009 - يونيو 2014 |
| 8  | رئيس الوزراء رامي حمد الله (حكومة الوفاق الوطني الفلسطيني) | مستقل       | يونيو 2014 - أبريل 2019   |
| 9  | رئيس الوزراء محمد اشتية                                    | فتح         | أبريل 2019 - يناير 2022   |
| 10 | زياد محمود محمد هب الريح                                   | فتح         | يناير 2022 - حتى الآن     |

ملاحظة: في الفترة بين عامي 2007 و2014، كان هناك حكومتان: إحداها في الضفة الغربية والأخرى في قطاع غزة نتيجة الانقسام الفلسطيني.

## وصلات خارجية
- محطات تاريخية وزارة الداخلية منذ تأسيس السلطة - وزارة الداخلية والأمن الوطني